# Collegio uninominale Piemonte 2 - 06
Il collegio elettorale uninominale Piemonte 2 - 06 è stato un collegio elettorale uninominale della Repubblica Italiana per l'elezione della Camera dei deputati tra il 2017 ed il 2022.

## Territorio
Come previsto dalla legge elettorale italiana del 2017, il collegio era stato definito tramite decreto legislativo all'interno della circoscrizione Piemonte 2.
Era formato dal territorio di tutta la provincia di Asti e dai comuni di Acqui Terme, Alice Bel Colle, Bistagno, Cartosio, Cassine, Cassinelle, Castelletto d'Erro, Cavatore, Denice, Grognardo, Malvicino, Melazzo, Merana, Montechiaro d'Acqui, Morbello, Morsasco, Orsara Bormida, Pareto, Ponti, Ponzone, Prasco, Ricaldone, Spigno Monferrato, Strevi, Terzo e Visone in provincia di Alessandria.
Il collegio era parte del Collegio plurinominale Piemonte 2 - 01.

## Eletti
| Elezione | Elezione | Deputato        | Gruppo parlamentare    |
| -------- | -------- | --------------- | ---------------------- |
|          | 2018     | Andrea Giaccone | Lega - Salvini Premier |

## Dati elettorali

### XVIII legislatura
Come previsto dalla legge elettorale, 232 deputati erano eletti con sistema a maggioranza relativa in altrettanti collegi uninominali a turno unico.
| Candidati              | Candidati                 | Voti    | %     | Liste                    | Voti    | %     |
| ---------------------- | ------------------------- | ------- | ----- | ------------------------ | ------- | ----- |
|                        | Andrea Giaccone ✔️ Eletto | 62 509  | 45,71 | Lega                     | 36 296  | 26,54 |
| Forza Italia           | Andrea Giaccone ✔️ Eletto | 62 509  | 45,71 | 19 903                   | 14,56   |       |
| Fratelli d'Italia      | Andrea Giaccone ✔️ Eletto | 62 509  | 45,71 | 5 451                    | 3,99    |       |
| Noi con l'Italia - UDC | Andrea Giaccone ✔️ Eletto | 62 509  | 45,71 | 859                      | 0,63    |       |
|                        | Fabio Desilvestri         | 35 352  | 25,85 | Movimento 5 Stelle       | 35 352  | 25,85 |
|                        | Angela Motta              | 29 438  | 21,53 | Partito Democratico      | 23 919  | 17,49 |
| +Europa                | Angela Motta              | 29 438  | 21,53 | 4 169                    | 3,05    |       |
| Civica Popolare        | Angela Motta              | 29 438  | 21,53 | 899                      | 0,66    |       |
| Italia Europa Insieme  | Angela Motta              | 29 438  | 21,53 | 451                      | 0,33    |       |
|                        | Marco Castaldo            | 4 722   | 3,45  | Liberi e Uguali          | 4 722   | 3,45  |
|                        | Barbara Fantino           | 1 251   | 0,91  | Potere al Popolo!        | 1 251   | 0,91  |
|                        | Marco Peirano             | 1 149   | 0,84  | CasaPound Italia         | 1 149   | 0,84  |
|                        | Maria Salvatrice Avveduto | 893     | 0,65  | Il Popolo della Famiglia | 893     | 0,65  |
|                        | Francesco Licausi         | 779     | 0,57  | Italia agli Italiani     | 779     | 0,57  |
|                        | Paolo Rizzolo             | 650     | 0,48  | Partito Valore Umano     | 650     | 0,48  |
| Totale                 | Totale                    | 136 743 | 100   |                          | 136 743 | 100   |
|                        |                           |         |       |                          |         |       |
| Voti non validi        | Voti non validi           | 5 535   | 3,89  |                          |         |       |
| Votanti                | Votanti                   | 142 278 | 72,56 |                          |         |       |
| Elettori               | Elettori                  | 196 078 |       |                          |         |       |